# Maratus volans
Espèce
Synonymes
- Salticus volans O. Pickard-Cambridge, 1874
- Maratus amoenus Karsch, 1878
- Maratus amoenus Żabka, 1987

Maratus volans est une espèce d'araignées aranéomorphes de la famille des Salticidae.

## Distribution
Cette espèce est endémique d'Australie. Elle se rencontre au Queensland, en Nouvelle-Galles du Sud et au Victoria.

## Description
C'est une araignée sauteuse dont la taille est en moyenne de 4 mm. Cette espèce est pourvue d'une pilosité allant du brun à l'écru. Les mâles arborent un opisthosome coloré de couleurs vives telles que le bleu, le rouge, le jaune ou le orange. Les femelles quant à elles disposent d'un pelage plus terne et discret. Comme leur nom l'indique, l'opisthosome du mâle rappelle fortement une plume de paon par ses couleurs.

## Reproduction

### Sélection sexuelle
Le processus de la sélection sexuelle comprend à la fois le choix du partenaire sexuel par la femelle et la compétition « sexe-dépendante » entre les individus mâles. Cette compétition intraspécifique a entrainé le développement excessif de certains caractères sexuels secondaires. Ces derniers permettent de séduire la femelle immobile, qui va évaluer son potentiel partenaire. Si celui-ci lui convient, l’accouplement aura lieu. Dans le cas contraire, la femelle tentera de se nourrir du mâle. Le mâle de Maratus volans n’apporte rien de plus que son sperme et peut se reproduire plusieurs fois (avec différentes partenaires) pendant la période de reproduction. La période de reproduction se déroule entre mars et avril. Les mâles procèdent à une parade nuptiale élaborée afin de signifier à la femelle qu'ils sont prêts pour la reproduction, faire fuir leurs rivaux mais aussi pour apaiser la nature agressive de leur partenaire. Pour cela, ils présentent une série de signaux multiples coordonnés. Parmi les signaux que le mâle utilise, on peut retrouver des signaux visuels et des signaux vibratoires complexes,,. Le mâle déploie ses volets opisthosomiques aux motifs de couleurs vives (bleu, vert, jaune et rouge). De plus, il agite sa troisième paire de pattes, qui se différencie des autres par la présence d’une touffe dense de soies noires et blanches au niveau des métatarses. Les pédipalpes sont également en mouvement pendant toute la durée de la parade nuptiale, seuls ou en complément des autres signaux. Le vacillement de ces appendices est irrégulier et peut changer d’intensité au cours de la danse nuptiale. Cependant, ce comportement a été observé chez des femelles ainsi que dans d’autres circonstances (lors du nourrissage ou des déplacements par exemple). Il n’est donc pas spécifique à la parade nuptiale. Chaque mâle de Maratus volans possède son propre schéma de signalisation. C’est-à-dire qu’ils n’auront pas tous les mêmes intensités de couleurs, ils n’effectueront pas tous les mêmes mouvements, et n’émettront pas tous les mêmes signaux vibratoires. La combinaison des signaux multiples est donc unique et relative à chaque individu mâle.
L'éclosion des œufs se produit deux semaines après la ponte, les petits restent par la suite aux côtés de leur mère pendant deux semaines avant de devenir autonomes.

## Systématique et taxinomie
Cette espèce a été décrite sous le protonyme de Salticus volans par Octavius Pickard-Cambridge en 1874. L'espèce Maratus amoenus Karsch, 1878 a été placé en synonymie par Waldock en 1995.
Elle est aussi communément appelée "araignée-paon" du fait de son apparence colorée et du comportement des mâles.

## Galerie

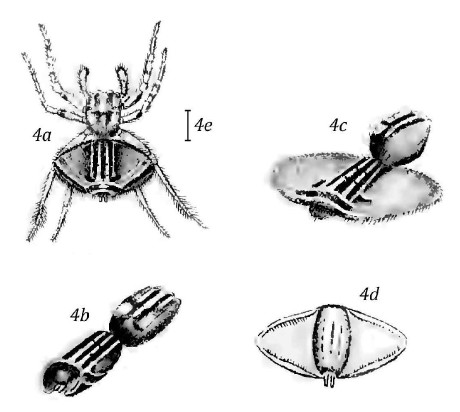
Planche représentant un mâle et accompagnant la description originale de 1874.
Mâle de Maratus volans en parade nuptiale
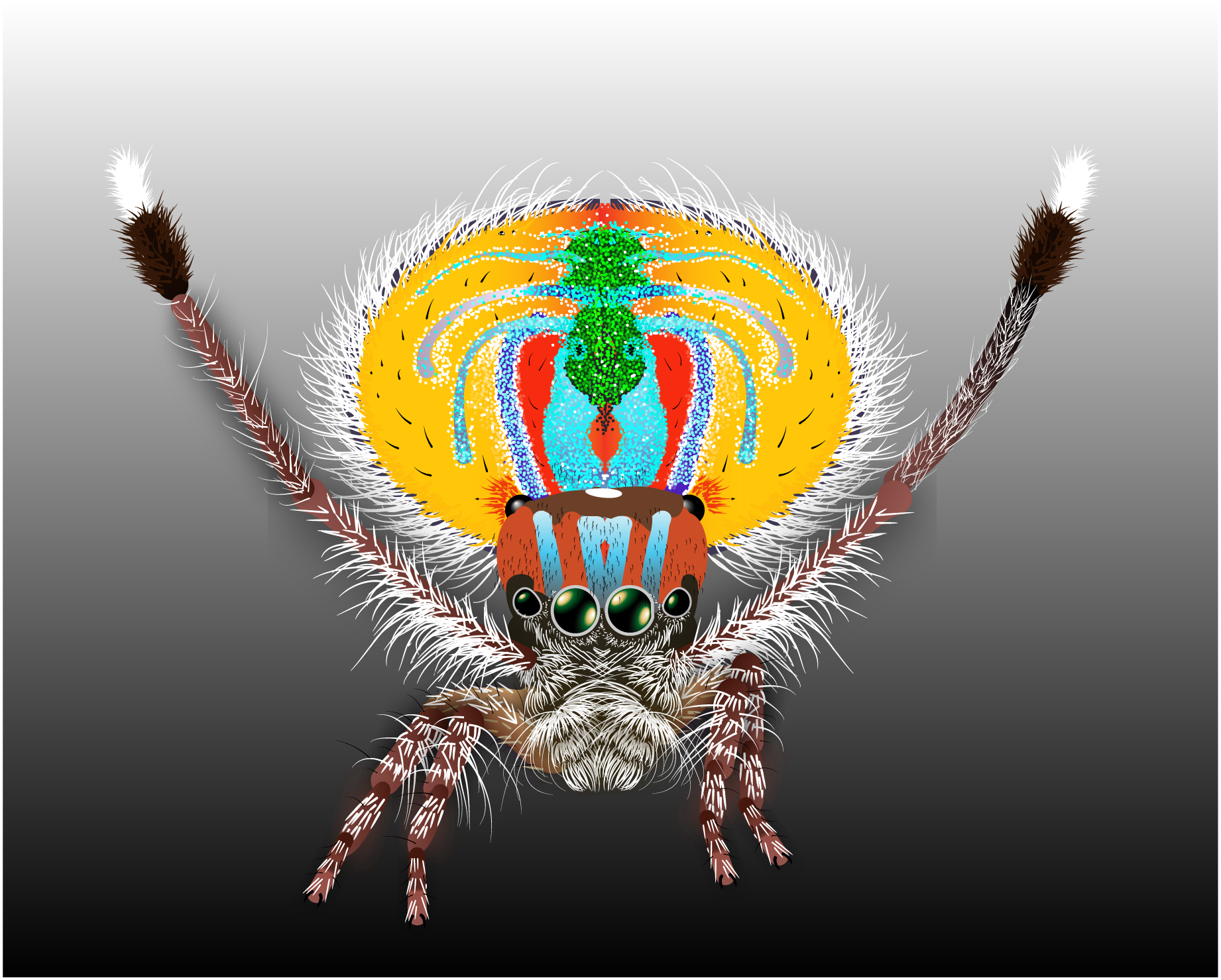
Mâle de Maratus volans en parade nuptiale

## Publication originale
- O. Pickard-Cambridge, 1874 : On some new genera and species of Araneidea. Annals and Magazine of Natural History, sér. 4, vol. 14, p. 169-183 ((texte intégral).